# Jérôme Sieurac
Jérôme Sieurac, né le 31 mai 1973 à Toulouse, est un joueur français de rugby à XV qui évolue au poste de centre. Il mesure 1,75 m.

## Biographie
Jérôme Sieurac est formé au Toulouse université club où il joue en deuxième division.
Il quitte ensuite le club toulousain en 1993 pour l'US Colomiers. Il se fait rapidement une place de titulaire en centre, reléguant notamment sur le banc des remplacement l'ancien international Éric Bonneval. Il joue ainsi régulièrement en Top 16 où il affronte notamment le Stade toulousain.
Le 1er février 1998, il remporte le challenge européen en participant à la victoire des columérins 43 à 5 contre le SU Agen.
Le 30 janvier 1999, il joue avec l'US Colomiers la finale de la Coupe d'Europe au Lansdowne Road de Dublin face à l'Ulster mais les Columérins s'inclinent 21 à 6 face aux Irlandais.

## Carrière
- Jusqu'en 1993 : Toulouse Université Club
- 1993 - 2002 : US Colomiers
- 2002 - 2004 : US Montauban
- 2005 - 2007 : US Colomiers
- 2007 - 2011 : Toulouse Université Club

## Palmarès

### En club
Avec l'US Colomiers
- Challenge européen :
  - Vainqueur (1) : 1998
- Coupe d'Europe :
  - Vice-champion (1) : 1999
- Championnat de France de première division :
  - Vice-champion (1) : 2000
- Championnat de France de 1re division fédérale :
  - Champion (1) : 2005

### En équipe nationale
- International France A[réf. nécessaire].